# Reglődi Dóra
Reglődi Dóra (Pécs, 1969. június 7. –) magyar anatómus, egyetemi tanár, a Magyar Tudományos Akadémia levelező tagja (2022).

## Életpályája
Pécsen járt középiskolába (Leőwey Klára Gimnázium); 1988-ban Triesztben érettségizett angol nyelven.
1994-ben anatómiai diplomát szerzett a Janus Pannonius Tudományegyetemen. 1994-től a Pécsi Orvostudományi Egyetem/Pécsi Tudományegyetem Általános Orvostudományi Kar Anatómiai Intézet/Humán Anatómiai Intézet munkatársa. A diploma megszerzése után az egyetem intézetében, majd 1998–1999 között a Tulane Egyetemen kutatott.
2000-ben a Pécsi Tudományegyetemen doktorált (PhD.). 2001 óta a PACAP Kutatócsoport vezetője. 2001-ben a klinikai laboratóriumi vizsgálatok témaköréből szakvizsgát tett. 2006-ban habilitált. 2007-től a Pécsi Tudományegyetem Általános Orvostudományi Kara Anatómiai Intézetének egyetemi adjunktusa, majd egyetemi docense volt. 2009–2017 között a Magyar Idegtudományi Társaság (MITT) titkára, 2016–2018 között elnöke volt.
2011-ben lett a Magyar Tudományos Akadémia doktora. 2012-től egyetemi tanár. 2013-tól a PTE ÁOK Anatómiai Intézet igazgatója. 2018 óta a PTE ÁOK tudományos dékánhelyettese.
2020–2022 között a Federation of European Neuroscience Societies (FENS) főtitkára volt. 2021 óta a Magyar Anatómus Társaság (MAT) elnöke. 2022-ben lett a Magyar Tudományos Akadémia levelező tagja.
Angolul, németül, franciául és spanyolul beszél.

## Művei
- Coexistence of serotonin and FMRFamide-like immunoreactivities in the nervous system of the earthworm, Lumbricus terrestris (1996)
- Effects of pituitary adenylate cyclase activating polipeptide in oxidative stress-induced apoptosis of cardiomyocytes (2006)
- Pituitary Adenylate Cyclase Activating Polypeptide — PACAP Cham (redaktaĵo, 2016)
- Role of endocrine PACAP in age-related diseases (2023)

## Díjai
- Bolyai János Kutatási Ösztöndíj (2001, 2008)
- Akadémiai Ifjúsági Díj (2002)[5]
- Környei István-díj (2002)[5]
- L'Oreal-UNESCO Nőkért és a Tudományért Díj (2005)
- Látványos Tudomány - I. díj (2006)
- Mestertanár Aranyérem (2009)[5]

## Fordítás
- Ez a szócikk részben vagy egészben  a   Dóra Reglődi című eszperantó Wikipédia-szócikk ezen változatának fordításán alapul.  Az eredeti cikk szerkesztőit annak laptörténete sorolja fel. Ez a jelzés csupán a megfogalmazás eredetét és a szerzői jogokat jelzi, nem szolgál a cikkben szereplő információk forrásmegjelöléseként.